# Майдан (Дрогобычский район)
Майдан (укр. Майдан) — село в Сходницкой поселковой общине Дрогобычского района Львовской области Украины. В северной части села происходит слияние рек Рыбник Майданский и Рыбник Зубрица в реку Рыбник.
Население по переписи 2001 года составляло 345 человек. Занимает площадь 1.680 км². Почтовый индекс — 82195. Телефонный код — 3244.